# Kim Kwang-sun
Kim Kwang-sun (kor. 김광선; * 8. Juni 1964 in Gunsan, Südkorea) ist ein ehemaliger südkoreanischer Boxer, der 1988 Olympiasieger im Fliegengewicht wurde.

## Amateurkarriere
Bei den Olympischen Spielen 1984 in Los Angeles verlor er noch in der Vorrunde des Halbfliegengewichts gegen den späteren Goldmedaillengewinner aus den USA, Paul Gonzales (0:5) und verlor auch in der Vorrunde der Weltmeisterschaft 1986 in Reno mit 2:3 gegen den Italiener Andrea Mannai.
Bei den Olympischen Spielen 1988 in Seoul siegte er dann jeweils gegen Tseyen-Oidov Tserenyan aus der Mongolei (Abbruch), Nokuthula Tshabangu aus Simbabwe (Abbruch), Arthur Johnson aus den USA (5:0), Serafim Todorow aus Bulgarien (4:1), Timofei Skrjabin aus der Sowjetunion (5:0) sowie Andreas Tews aus der DDR (4:1) und gewann die Goldmedaille im Fliegengewicht.
Darüber hinaus gewann er den Weltcup 1983 in Rom, die Asienspiele 1986 in Seoul, den Weltcup 1987 in Belgrad und die Asienmeisterschaften 1987 in Kuwait.
Beim Weltcup 1985 in Seoul gewann er Bronze.

## Profi
Ab November 1990 boxte er als Profi und gewann fünf Kämpfe in Folge, ehe er am 7. Juni 1992 beim Kampf um die WBC-Weltmeisterschaft im Halbfliegengewicht gegen Humberto González unterlag.
Am 17. Juli 1993 boxte er erneut um den WM-Titel von WBC und auch der IBF, verlor jedoch gegen Michael Carbajal.

## Sonstiges
Der Absolvent der Dongguk University wurde nach seiner Wettkampfkarriere unter anderem Boxtrainer und Sportkommentator bei KBS.